# Classe Diadem (incrociatore)
La classe Diadem fu una classe di incrociatori protetti di prima classe costruiti per la Royal Navy durante gli anni '90 del XIX secolo e che servirono durante la prima guerra mondiale. La classe consisteva in otto unità, costruite con un costo di circa 600 000 £ l'una.
Furono considerate buone navi ma furono criticate per la mancanza di armamento principale di grande calibro, per le estese fiancate non corazzate, per una velocità nella media e per la poca manovrabilità. Furono l'ultima classe di incrociatori protetti di prima classe costruita per la Royal Navy, dato che gli incrociatori corazzati presero il loro posto nel ruolo di incrociatori maggiori.

## Progetto
Le navi classe Diadem furono progettate da Sir William White e furono figlie della pratica progettuale britannica del tempo, con altri bordi liberi (per gli standard del tempo), con l'uso di casematte a due piani e con rientranze dello scafo a prua e poppa per permettere il fuoco in caccia dei cannoni nelle casematte. Le casematte proteggevano i cannoni e permettevano un alto numero di cannoni sulla fiancata; i cannoni del piano inferiore risultavano però quasi inutilizzabili con mare grosso.
Secondo l'edizione contemporanea (1900) del Jane's Fighting Ships gli scafi erano ricoperti di legno e poi di rame. I carbonili erano posti sul ponte più basso e sopra e sotto al ponte protetto. Le coppie di cannoni da 152 mm a prua e a poppa erano servite da un paranco a coppia e ogni casamatta aveva il proprio paranco, doppio nel caso di casematte doppie. Il peso dell'apparato motore era di 1630 t e le caldaie occupavano uno spazio di circa 40 m. Queste ultime avevano una pressione di lavoro tra i 2,1 e i 1,7 MPa. Le navi erano quasi identiche all'apparenza. La Diadem e l'Andromeda non avevano condotte del vapore a poppa dei primi due fumaioli, mentre le altre avevano condotte del vapore prima e dopo ogni fumaiolo.
La classe Diadem fu progettata, come la precedente classe Powerful, per proteggere il commercio marittimo e con possibilità di operare contro ogni incrociatore esistente o in costruzione. Gli incrociatori classe Powerful si rivelarono costosi e bisognosi di una grande manodopera a bordo; la nuova classe doveva quindi rappresentare una soluzione più economica, che potesse essere costruita su più vasta scala. Per raggiungere l'obiettivo la potenza e la velocità furono ridotte rispetto alla precedente classe da 19 000 kW (22 nodi) a 12 300 kW (circa 20 nodi). Lo spessore del ponte protetto fu diminuito da 152 mm a 102 mm e l'armamento fu semplificato rimpiazzando i cannoni singoli da 234 mm con coppie di cannoni da 152 mm appaiati. Queste modifiche fecero risparmiare circa 100 000£ per nave (approssimativamente il 15%) rispetto al progetto della classe Powerful.
Con otto unità, ognuna da 11 000 t e 600 000£, le Diadem furono una classe importante e controversa. Il giornalista navale Fred Jane le definì "molto discusse" e si lamentò asserendo che "tutti i punti deboli della classe Powerfuls fossero esagerati in questa". In particolare i critici del tempo alzarono obiezioni sulla loro velocità mediocre, scarsa manovrabilità, mancanza di cannoni pesanti e sul fatto che, mentre la maggior parte dell'armamento era ben protetto in casematte, le coppie di cannoni di prua e poppa fossero protette solo da scudi.
Anche se per la produzione di vapore erano utilizzate caldaie tipo Belleville, al tempo caldaie a tubi d'acqua relativamente nuove, quasi tutte le navi si rivelarono molto affidabili. L'eccezione fu la Niobe, i cui motori diedero noie continue. Le prime quattro navi ebbero problemi di vibrazioni e per ovviare al problema le sale macchine delle ultime quattro furono modificate. La nuova configurazione aggiunse 1100 kW di potenza. Tutte otte le navi superarono la potenza di progetto durante le prove in mare; le prime quattro ebbero una media di 20,5 nodi in servizio, mentre le ultime quattro ebbero una media di 21 nodi.

## Storia operativa
In generale le unità classe Diadem servirono principalmente in patria, anche se alcune servirono in Cina, nel Mediterraneo e nei caraibi. ll Niobe fu venduto al Canada nel 1910. Dopo il 1906 furono in servizio solo occasionale e per il 1914 quasi tutte le navi erano state relegate a compiti addestrativi o di navi deposito. Allo scoppio della prima guerra mondiale però molte furono riattivate, inizialmente con compiti di pattuglia con il 9th Cruiser Squadron nell'Atlantico orientale. Nel 1917 l'Amphitrite e l'Ariadne furono convertiti in posamine, per servire con la Dover Patrol. L'Ariadne fu l'unica unità della classe persa in guerra, essendo stata silurata dal sommergibile tedesco UC-65 il 26 luglio 1917. Alla fine della guerra le unità sopravvissute furono nuovamente disarmate e tutte vendute per essere rottamate prima del 1932, con l'eccezione dell'Andromeda, che servì come nave scuola per cadetti fino al 1956.

## Unità
La pratica standard britannica del tempo era di escludere dal costo di costruzione l'armamento e le munizioni.[nota 2]
| Nave       | Costruttore             | Data di      | Data di     | Data di       | Costo secondo     | Costo secondo |
| Nave       | Costruttore             | Impostazione | Varo        | Completamento | (BNA 1904 & 1905) | (BNA 1906)    |
| ---------- | ----------------------- | ------------ | ----------- | ------------- | ----------------- | ------------- |
| Diadem     | Fairfield, Govan        | 23 gen 1896  | 21 ott 1896 | 19 lug 1898   | 582 662 £         | 554 863£      |
| Amphitrite | Vickers, Barrow         | 8 dic 1896   | 5 lug 1898  | 17 set 1901   | 575 300 £         | 552 795 £     |
| Andromeda  | Pembroke Dockyard       | 2 dic 1895   | 30 apr 1897 | 5 set 1899    | 601 356 £         | 574 916 £     |
| Argonaut   | Fairfield, Govan        | 23 nov 1896  | 24 gen 1898 | 19 apr 1900   | 573 704 £         | 545 756 £     |
| Ariadne    | J&G Thompson, Clydebank | 29 ott 1896  | 22 apr 1898 | 5 giu 1902    | 565 464 £         | 541 927 £     |
| Europa     | J&G Thompson, Clydebank | 10 gen 1896  | 20 mar 1897 | 23 nov 1899   | 589 835 £         | 564 690 £     |
| Niobe      | Vickers, Barrow         | 16 dic 1895  | 20 feb 1897 | 6 dic 1898    | 574 878 £         | 548 283 £     |
| Spartiate  | Pembroke Dockyard       | 10 mag 1897  | 27 ott 1898 | 17 mar 1903   | 680 188 £         | 654 661 £     |